# كاري موليس
كاري بانكس موليس (بالإنجليزية: Kary Mullis)‏ (28 ديسمبر 1944 - 7 أغسطس 2019) كان عالم كيمياء حيوية أمريكي. تقديرًا لاختراعه لتقنية تفاعل البوليمراز المتسلسل (بّي سي آر)، فاز عام 1993 بجائزة نوبل في الكيمياء مناصفةً مع مايكل سميث وفاز بجائزة اليابان في نفس العام. أصبح اختراعه تقنيةً مركزيةً في الكيمياء الحيوية وعلم الأحياء الجزيئي، الذي وصفته صحيفة نيويورك تايمز بأنه «أصلي للغاية ومهم، وقسّم علم الأحياء فعليًا إلى عهدين قبل بّي سي آر وبعده».

## بداية حياته
وُلد موليس في لينوار، كارولاينا الشمالية بالقرب من جبال بلو ريدج، في 28 ديسمبر 1944. كان لعائلته صلة بالزراعة في هذه المنطقة النائية. قال موليس، إنه كان مهتمًا برصد الكائنات الحية في الريف في طفولته. نشأ وترعرع في كولومبيا، كارولاينا الجنوبية، حيث درس في مدرسة دريهر الثانوية، وتخرج عام 1962. بدأ اهتمامه بالكيمياء عندما تعلم طريقة الصناعة الكيميائية لوقود الصواريخ الصلب وهو طالب في الثانوية العامة خلال الخمسينيات.
حاز على درجة البكالوريوس في الكيمياء من معهد جورجيا للتكنولوجيا في أتلانتا عام 1966، وقد تزوج خلال هذه الفترة زوجته الأولى وبدأ نشاطًا تجاريًا. حاز على درجة الدكتوراه في عام 1973 في الكيمياء الحيوية من جامعة كاليفورنيا في بيركلي، في مختبر جاي. بي. نيلاندز، الذي ركز على تصنيع وهيكل جزيئات نقل الحديد البكتيرية. كطالب دراسات عليا، نشر بحثًا عن الفيزياء الفلكية من تأليفه لوحده في مجلة نيتشر. بعد تخرجه، أكمل موليس زمالات لأبحاث ما بعد الدكتوراه في طب قلب الأطفال في المركز الطبي في جامعة كانساس (1973-1977) والكيمياء الدوائية في جامعة كاليفورنيا بسان فرانسيسكو (1977-1979).

## حياته المهنية
بعد حصوله على درجة الدكتوراه، ترك موليز العلم لفترة وجيزة لكتابة مؤلفات خيالية قبل قبوله لزمالة في جامعة كانساس. خلال عمله على أبحاث ما بعد الدكتوراه، أدار مخبزًا لمدة عامين. عاد موليس إلى المجال العلمي بتشجيع من صديقه توماس وايت، الذي ساعد موليس في وقت لاحق بالحصول على وظيفة في شركة التكنولوجيا الحيوية سيتس في إميريفيلي، كاليفورنيا. عمل موليس ككيميائي متخصص بالحمض النووي في سيتس لمدة سبع سنوات. اخترع هناك في عام 1983 تفاعل البوليمراز المتسلسل. بعد مغادرة سيتس في عام 1986، شغل موليس منصب مدير علم الأحياء الجزيئي في شركة زايترونكس في سان دييغو لمدة عامين. أثناء اختراعه حبر حساس للأشعة فوق البنفسجية في زايترونكس، أصبح يشك في وجود ثقب الأوزون.
عمل موليس كمستشار لشركات متعددة في كيمياء الحمض النووي. أثناء كتابة تقرير للمعاهد الوطنية للصحة حول تطوير اختبار لفيروس نقص المناعة البشرية (إتش آي في) للمختبرات المتخصصة، أصبح يشك في أن فيروس نقص المناعة البشرية هو سبب متلازمة نقص المناعة المكتسب (الإيدز). في عام 1992، أسس موليس شركة لبيع مجوهرات تحتوي على حمض نووي مُضخم للأشخاص المشهورين المتوفين مثل إلفيس بريسلي ومارلين مونرو. في عام 1992 أيضًا، أسس شركة أتوميك تاغ في لاجولا، كاليفورنيا. سعت أتوميك تاغ إلى تطوير التكنولوجيا باستخدام الفحص المجهري بالقوة الذرية والأجسام المضادة ذات التشفير الشريطي الموسومة بالفلزات الثقيلة لإنشاء مقايسات مناعية موازية ذات إرسال متعدد للغاية.
كان موليس عضوًا في المجلس الاستشاري لمهرجان العلوم والهندسة في الولايات المتحدة. في عام 2014، حصل على لقب باحث متميز في مستشفى أبحاث معهد أوكلاند للأطفال في أوكلاند، كاليفورنيا.

## روابط خارجية
- كاري موليس على موقع IMDb (الإنجليزية)
- كاري موليس على موقع الموسوعة البريطانية (الإنجليزية)
- كاري موليس على موقع مونزينجر (الألمانية)
- كاري موليس على موقع إن إن دي بي (الإنجليزية)
- كاري موليس على موقع قاعدة بيانات الفيلم (الإنجليزية)
- كاري موليس على موقع EncyclopediaOfSurfing.com (الإنجليزية)